# Castillo de Hartheim

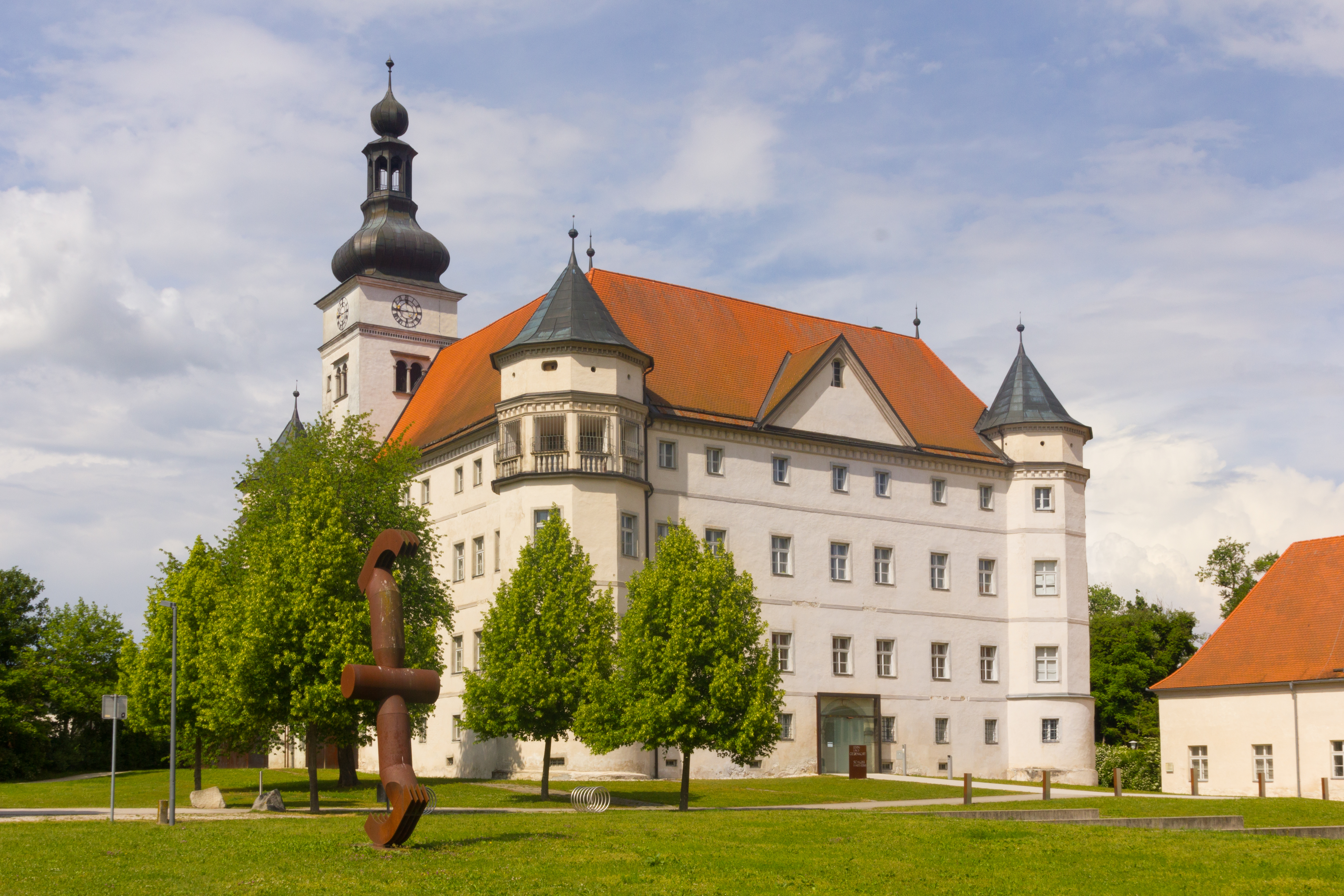
El castillo de Hartheim en 2018.

El castillo de Hartheim en Alkoven, Austria (no debe confundirse con varias poblaciones llamadas Hartheim en Alemania) fue construido en el siglo XVI por Jacob von Aspen.
En el castillo de Hartheim en Alta Austria, llamada Alto Danubio en el periodo 1938-1945, los nazis instalaron un centro de exterminio que funcionó entre 1940 y 1944, donde se asesinaba a 30,000 personas mediante gas letal.  El mayor número de víctimas que perdieron la vida fueron personas con enfermedades físicas y/o psíquicas, asesinadas en el marco de la Operación T4 (Aktion T-4), de un total de 18,269 exterminaciones en el lugar.
Una cantidad importante de presos del campo de concentración de Mauthausen-Gusen (entre ellos, unos 500 españoles) y de Dachau fueron conducidos allí para su exterminio.
Desde 2003, el castillo de Hartheim ha albergado un sitio de aprendizaje y conmemorativo para las víctimas de la eutanasia nazi y la exposición "El valor de la vida".